# Едвард Томас
Едвард Донналл Томас (англ. Edward Donnall (Don) Thomas; 15 березня 1920 року — 20 жовтня 2012) — американський лікар-трансплантолог, почесний професор Університету Вашингтона та Онкологічного дослідного центру Фреда Гатчінсона. Отримав Нобелівську премію з медицини в 1990 році разом із Джозефом Маррі «за відкриття, які стосуються трансплантації органів та клітин при лікуванні хвороб».
Вважається, що Томас перший здійснив пересадку кісткового мозку людини при лікуванні лейкемії. Однак, існує думка, що першість успішної трансплантації кісткового мозку належить Роберту Гуду (англ. Robert Good), який зробив її в Університеті Міннесоти, але його залучення до скандалу, ймовірно, призвело до виключення його кандидатури із списку можливих нобелівських лауреатів.